# ريكي توملينسون
ريكي توملينسون (بالإنجليزية: Ricky Tomlinson)‏ (و. 1939 – م) هو ممثل، ونقابي من المملكة المتحدة .

## روابط خارجية
- ريكي توملينسون على موقع IMDb (الإنجليزية)
- ريكي توملينسون على موقع ألو سيني (الفرنسية)
- ريكي توملينسون على موقع ميوزك برينز (الإنجليزية)
- ريكي توملينسون على موقع أول موفي (الإنجليزية)
- ريكي توملينسون على موقع قاعدة بيانات الأفلام السويدية (السويدية)
- ريكي توملينسون على موقع ديسكوغز (الإنجليزية)
- ريكي توملينسون على موقع قاعدة بيانات الفيلم (الإنجليزية)
- ريكي توملينسون على موقع كينوبويسك (الروسية)